# Nathalie Schneyder
Nathalie Schneyder (ur. 25 maja 1968 w San Francisco) – amerykańska pływaczka synchroniczna, mistrzyni olimpijska.
W 1991 oraz 1994 roku otrzymała złoty medal pływackich mistrzostw świata w konkurencji drużyn. W 1995 zaś w tejże konkurencji została złotą medalistką igrzysk panamerykańskich. W 1996 uczestniczyła w igrzyskach olimpijskich w Atlancie, gdzie udało się zdobyć razem z innymi koleżankami z kadry złoty medal (Amerykanki uzyskały ostatecznie rezultat 99,720 pkt).